# Джон Елсворсі
Джон Елсворсі (англ. John Elsworthy, 26 липня 1931, Монмутшир — 3 травня 2009, Іпсвіч) — валлійський футболіст, півзахисник.
Насамперед відомий виступами за клуб «Іпсвіч Таун», а також національну збірну Уельсу.

## Клубна кар'єра
У дорослому футболі дебютував 1949 року виступами за команду клубу «Іпсвіч Таун», кольори якої і захищав протягом усієї своєї кар'єри гравця, що тривала цілих сімнадцять років. Більшість часу, проведеного у складі «Іпсвіч Тауна», був основним гравцем команди.

## Виступи за збірну
1958 року дебютував в офіційних матчах у складі національної збірної Уельсу. Протягом кар'єри у національній команді, яка тривала усього 1 рік, не провів у формі збірної команди жодної гри, втім включався до її заявки для участі у чемпіонату світу 1958 року у Швеції.

## Титули і досягнення
- Чемпіон Англії (1):

«Іпсвіч Таун»: 1961-62